# Arctostaphylos myrtifolia
Arctostaphylos myrtifolia ist eine Pflanzenart aus der Gattung der Bärentrauben (Arctostaphylos) innerhalb der Familie der Heidekrautgewächse (Ericaceae). Dieser seltene Endemit kommt nur in den Ausläufern der Sierra Nevada in Kalifornien vor und wird dort englisch Ione manzanita genannt.

## Beschreibung

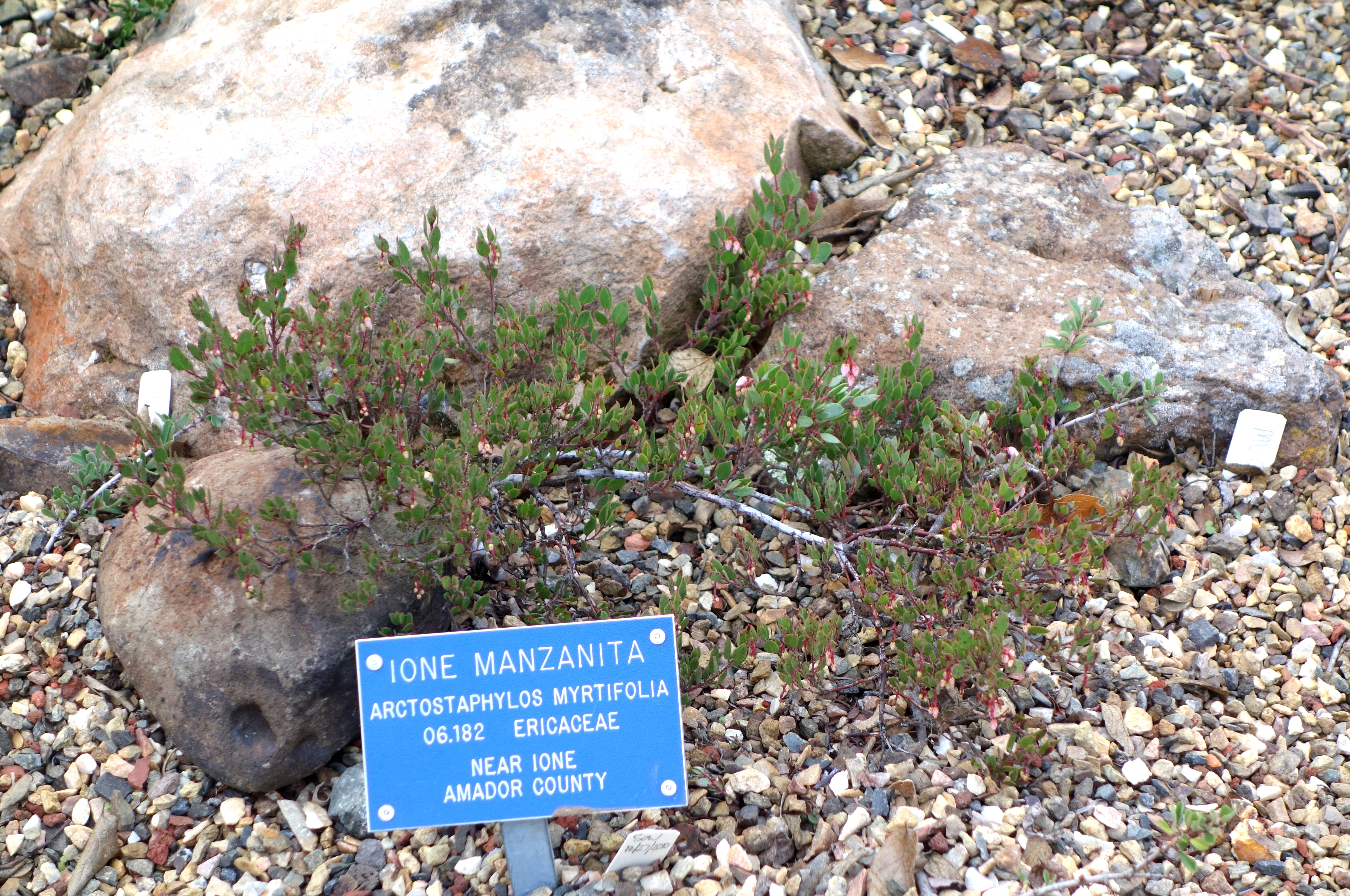
Habitus

### Vegetative Merkmale
Arctostaphylos myrtifolia wächst als immergrüner, mit Wuchshöhen von 0,5 bis 1,5 Metern niedriger bis mittelhoher Strauch. Die Äste sind niederliegend oder selbstständig aufrecht. Die Rinde der Zweige ist fein drüsig behaart (Indument). Die haltbare, relativ dünne, glatte Borke ist rötlich mit durchscheinenden gräulichen Flecken.
Die wechselständig und aufrecht an den Zweigen angeordneten Laubblätter sind in Blattstiel und eine Blattspreite gegliedert. Der Blattstiel ist 1 bis 3 Millimeter lang. Die einfache, ledrige Blattspreite ist bei einer Länge von 6 bis 15 Millimetern sowie einer Breite von 3 bis 8 Millimetern schmal-elliptisch mit keilförmiger Basis. Der ebene Blattrand ist ganzrandig. Die hellgrüne, glänzende Blattfläche ist rau, papillös und spärlich fein drüsig behaart.

### Generative Merkmale
Die Blütezeit reicht im Heimatgebiet vom Winter bis in den frühen Frühling. In endständigen, einfachen oder einfach-verzweigten, traubigen Blütenständen stehen die nickenden Blüten zusammen. Die fein drüsig behaarte Blütenstandsachse hat einen Durchmesser von etwas mehr als 1 Millimeter und ist 5 bis 10 Millimeter lang. Die lohfarbenen bis hellbraunen, haltbaren Tragblätter sind bei einer Länge von 1 bis 2 Millimetern schuppenförmig und dreieckig mit einem zugespitzten oberen Ende. Die Tragblätter sind viel kürzer als die Kelchblätter. Es sind keine Deckblätter vorhanden. Der kahle Blütenstiel ist 1 bis 3 Millimeter lang.
Die zwittrigen Blüten sind radiärsymmetrisch und fünfzählig mit doppelter Blütenhülle. Die fünf freien Kelchblätter sind haltbar. Die fünf weißen Kronblätter sind fast über ihre gesamte Länge zu einer urnenförmigen, früh abfallenden Blütenkrone verwachsen, die in fünf kurzen Kronzipfeln endet. Es ist ein intrastaminaler Nektardiskus vorhanden. Es sind zwei Kreise mit je fünf freien, fertilen Staubblättern vorhanden, die die Blütenkrone nicht überragen. Die freien Staubfäden sind verbreitert. Jeder dunkelrote Staubbeutel besitzt im oberen Bereich zwei fadenförmige Anhängsel und öffnet sich am oberen Ende mit einer Pore. Der oberständige Fruchtknoten ist weiß behaart. Der gerade Griffel endet in einer kopfigen Narbe.
Die kahlen Steinfrüchte sind bei einer Länge von 3 bis 4 Millimetern fast zylindrisch. Das Exokarp ist ledrig oder selten dünn und glatt. Das Endokarp enthält mehrere Samen. Die Steinkerne hängen bei dieser Art bei Reife nicht zusammen.
Die Chromosomenzahl beträgt 2n = 26.

## Vorkommen und Gefährdung
Arctostaphylos myrtifolia ist ein seltener Endemit und kommt nur in den Ausläufern der Sierra Nevada in Kalifornien vor. Sie kommt nur in den Counties Amador und Calaveras vor. Sie kommt nur in der Nähe von Ione im östlichen Teil des Central Valley vor. Sie gedeiht in Höhenlagen von 30 bis 200 Metern.
Sie wächst in Pflanzengesellschaften des Chaparral und in Waldgebieten auf ausgeprägt sauren Böden. Es gibt nur etwa 17 Fundorte, doch diese Art ist in einigen Bereichen ihres beschränkten Verbreitungsgebietes häufig. Von der The Nature Conservancy wird diese Art 2015 als „Threatened“ = „gefährdet“ („G2“) eingestuft.
Haupt-Gefährdungsursachen dieser seltenen endemischen Art sind zwei Pilzerkrankungen. Ein von einigen Fusicoccum-Arten, darunter Fusicoccum aesculi, verursachter Krebs an den Ästen verursacht teilweise ein Absterben, und eine durch  Phytophthora cinnamomi hervorgerufene Spitzen- und Wurzelfäule hat komplette Bestände der Art vernichtet; auf infizierten Böden wird dadurch auch die Wiederansiedlung verhindert. Diese Mikroorganismen wie auch die neu identifizierte Phytophthora cambivora verbreiten sich rasch und könnten schon bald das gesamte Verbreitungsgebiet der Pflanze erreicht haben, was zum Aussterben der Art führen würde. Der United States Fish and Wildlife Service hat empfohlen, sie von einer gefährdeten zu einer bedrohten Art heraufzustufen.

## Taxonomie
Die Erstbeschreibung von Arctostaphylos myrtifolia erfolgte 1887 durch Charles Christopher Parry in Pittonia, Volume 1, Issue 3, Seiten 34–35.